# 清水愼一
清水 愼一（しみず しんいち、1948年12月1日 - ）は日本の観光学者、実業家。JR東日本で取締役や仙台支社長などを務めた。

## 来歴
長野県小諸市出身。東京大学法学部第2類（公法コース）卒業。1972年 国鉄（1987年4月からJR東日本）に入社。2000年6月 同社取締役兼鉄道事業本部営業部長委嘱。2002年6月 仙台支社長。2004年6月 退社。
同年6月 JTB常務取締役。2008年4月 立教大学観光学部観光学科特任教授。

## 略歴
- 1972年4月：国鉄に入社。
- 1976年：古河駅長[1]。
- 1987年2月：長野鉄道管理局総務部長[2]。
- 1987年4月：JR東日本長野支社次長。
- 1987年12月：東京圏運行本部総務部長。
- 1990年6月：鉄道事業本部営業部企画課長。
- 1990年9月：東京地域本社総務部長。
- 1994年7月：鉄道事業本部営業部担当部長。
- 1995年6月：鉄道事業本部管理部長。
- 1997年6月：JR東日本キヨスクで勤務。
- 2000年6月：JR東日本取締役 兼 鉄道事業本部営業部長委嘱[2]。
- 2002年6月：仙台支社長[2]。
- 2004年6月：退社。
- 2004年6月：JTB常務取締役。
- 2008年4月：立教大学観光学部観光学科特任教授。